# 艾維達足球會
艾維達足球會（英語：Al-Wehda FC）是一家沙特阿拉伯的職業足球會，位於麥加。

## 榮譽
沙特甲組足球聯賽（第二級）
- 冠軍 (4): 1982–83, 1995–96, 2002–03, 2017–18
- 亞軍 (2): 2011–12, 2014–15

沙特國王盃
- 冠軍 (2): 1957, 1966
- 亞軍 (6):1958, 1959, 1960, 1961, 1970, 2022–23

沙特王儲盃
- 冠軍 (1): 1959–60
- 亞軍 (5): 1958–59, 1963–64, 1969–70, 1972–73, 2010–11

 

## 外部連結
- 官方网站
- Al-Wehda Logo and mascot designer
- Profile's team – kooora.com